# 屠杀白冷的无辜婴孩 (乔托)

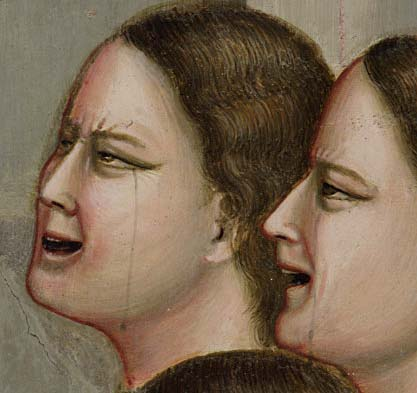
Dettaglio delle lacrime

《屠杀白冷的无辜婴孩》（義大利語：Strage degli innocenti）是乔托的一幅湿壁画，绘制于1303-1305年，尺寸为200x185厘米，位于意大利帕多瓦帕多瓦斯克罗威尼小堂，是基督生平组画的一部分。
这幅画是组画中最具戏剧性的场景之一：一群刽子手无情地撕裂耶路撒冷过去几个月出生的所有新生儿；母亲们的表情非常痛苦，张开嘴发出哀叹，脸颊上布满了泪水；婴儿描绘得比正常的大，可能是为了让他们成为现场的主角。地上已经堆满许多婴儿的尸体，似乎要移除壁画的边框。

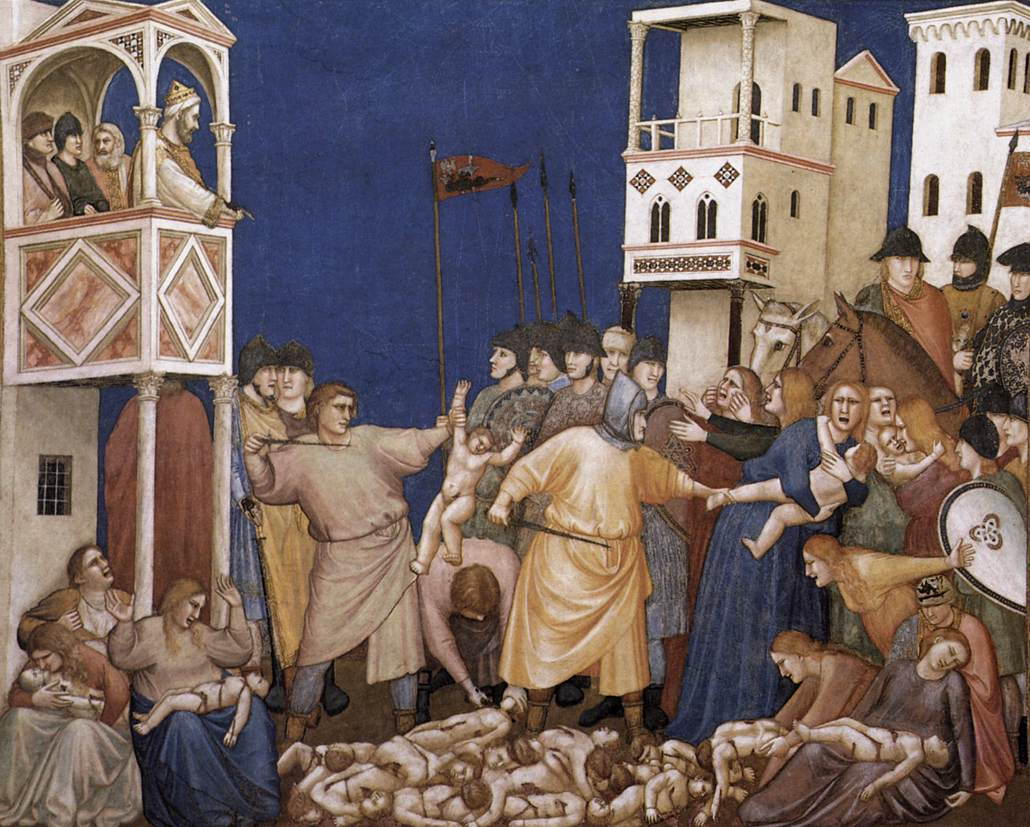